# Lidija Nikolajewna Krassawina
Lidija Nikolajewna Krassawina (russisch Лидия Николаевна Красавина; * 17. November 1927 in Moskau) ist eine sowjetische bzw. russische Finanzökonomin und Hochschullehrerin.

## Leben
Krassawina studierte 1945–1950 am Moskauer Finanzinstitut (MFI). Nach der Aspirantur verteidigte sie dort 1954 ihre Dissertation über die Verstaatlichung der Banken und die Währungskonsolidierung in der Volksrepublik Polen mit Erfolg für die Promotion zur Kandidatin der ökonomischen Wissenschaften 1955.
Ab 1953 war Krassawina Mitarbeiterin des MFI. Sie lehrte dort, um dann zur Dozentin ernannt zu werden. 1971 verteidigte sie ihre Doktor-Dissertation über den staatsmonopolistischen Kapitalismus in der Geldpolitik nach Materialien Frankreichs mit Erfolg für die Promotion zur Doktorin der ökonomischen Wissenschaften 1972. Die Ernennung zur Professorin folgte 1973.
Von 1975 bis 1990 leitete Krassawina den Lehrstuhl für internationale Währungs- und Kreditbeziehungen des MFI. Sie ist Vollmitglied der Akademie der Ökonomischen Wissenschaften und der Unternehmerischen Tätigkeit der Russischen Föderation.

## Ehrungen, Preise
- Jubiläumsmedaille „Zum Gedenken an den 100. Geburtstag von Wladimir Iljitsch Lenin“ (1970)
- Medaille „Für heldenmütige Arbeit“ (1981)
- Medaille „Veteran der Arbeit“ (1985)
- Medaille „50. Jahrestag des Sieges im Großen Vaterländischen Krieg 1941–1945“ (1995)
- Verdiente Wissenschaftlerin der Russischen Föderation
- Allrussischer Preis der Finanzleute Reputazija (2015)[5]
- Preis Für Generationennachfolge und Greif-Statuette der Finanzuniversität (2016)[6]